# غريغ بيلينغتون
غريغ بيلينغتون (بالإنجليزية: Greg Billington)‏ هو تريثلت أمريكي، ولد في 30 مايو 1989 في سبوكين في الولايات المتحدة.

## وصلات خارجية
- غريغ بيلينغتون على موقع اتحاد الترياتلون الدولي (الإنجليزية)
- غريغ بيلينغتون على موقع اللجنة الأولمبية الدولية (الإنجليزية)
- غريغ بيلينغتون على موقع أوليمبيديا (الإنجليزية)
- غريغ بيلينغتون على موقع اللجنة الأولمبية والبارالمبية الأمريكية (الإنجليزية)